# Südwestfriedhof Dortmund

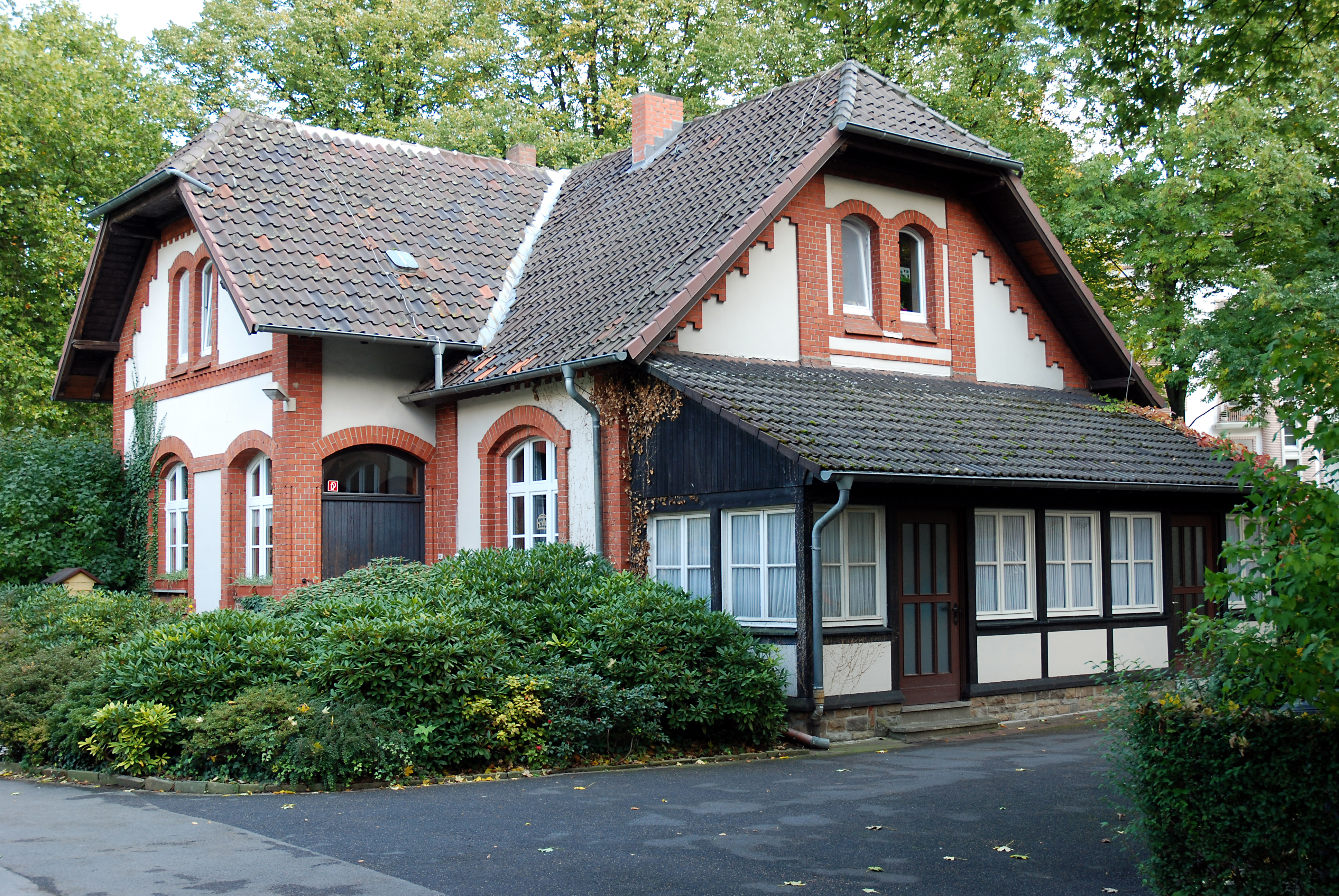
Denkmal: Verwalterhaus von 1893

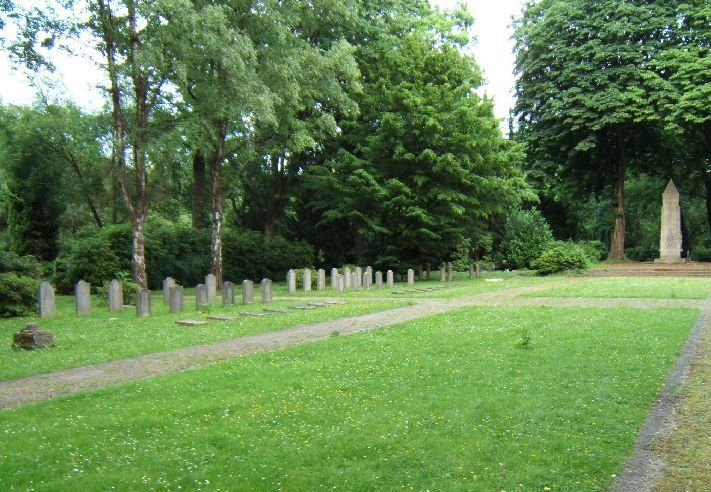
Denkmal: Kriegsgräberanlage mit Obelisk

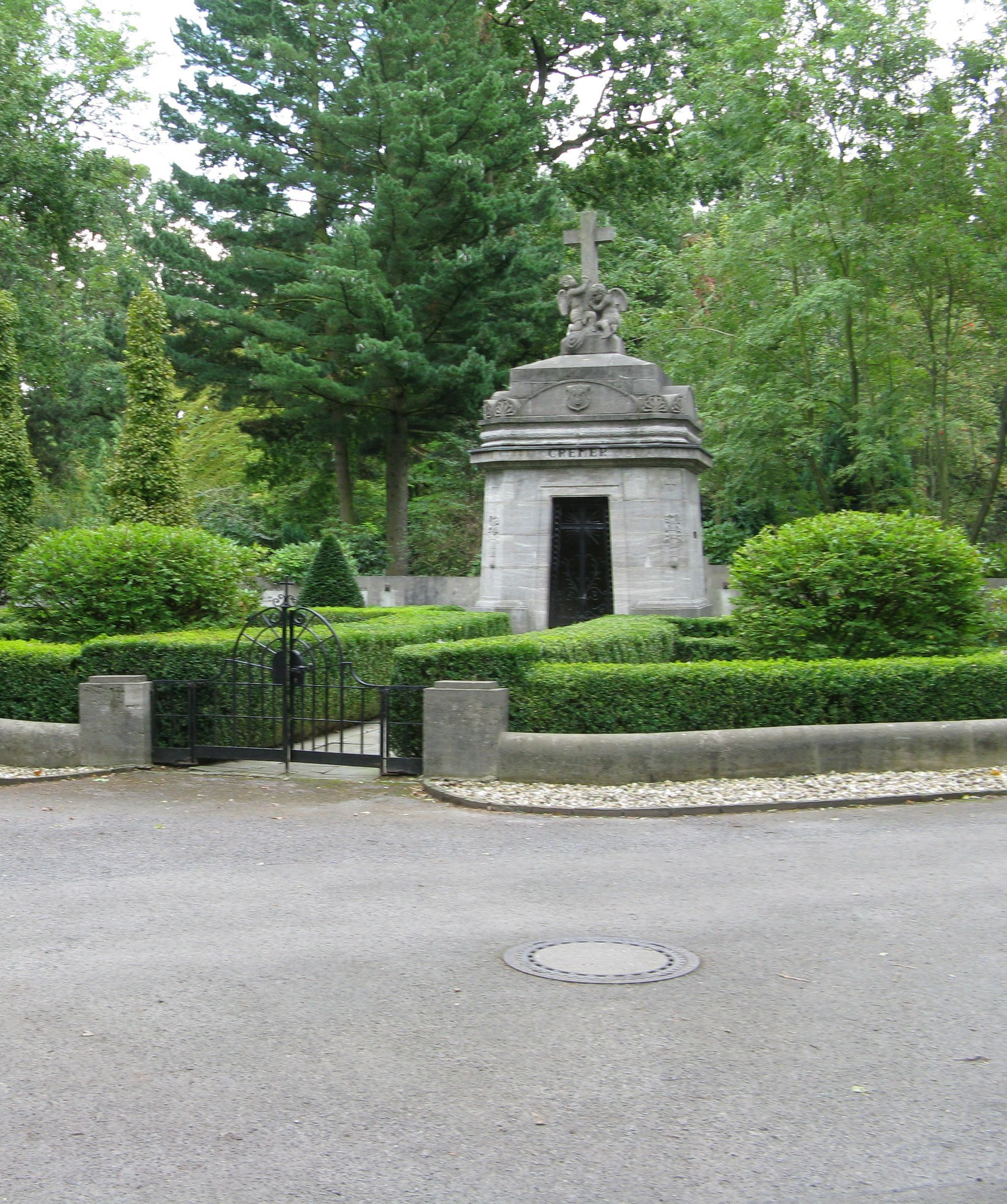
Denkmal: Mausoleum Familie Cremer von 1926

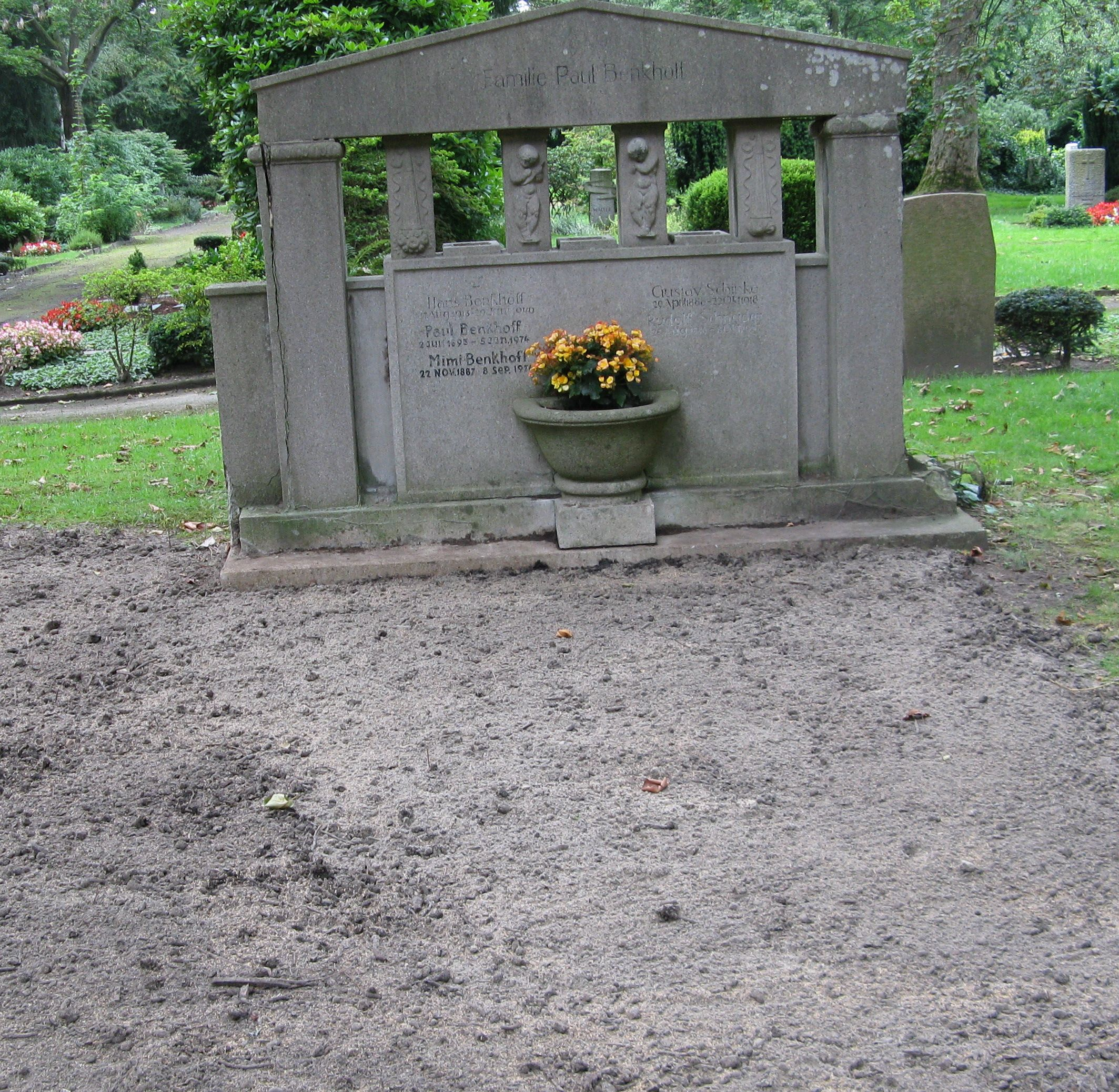
Denkmal: Grabstätte Familie Benkhoff von 1918

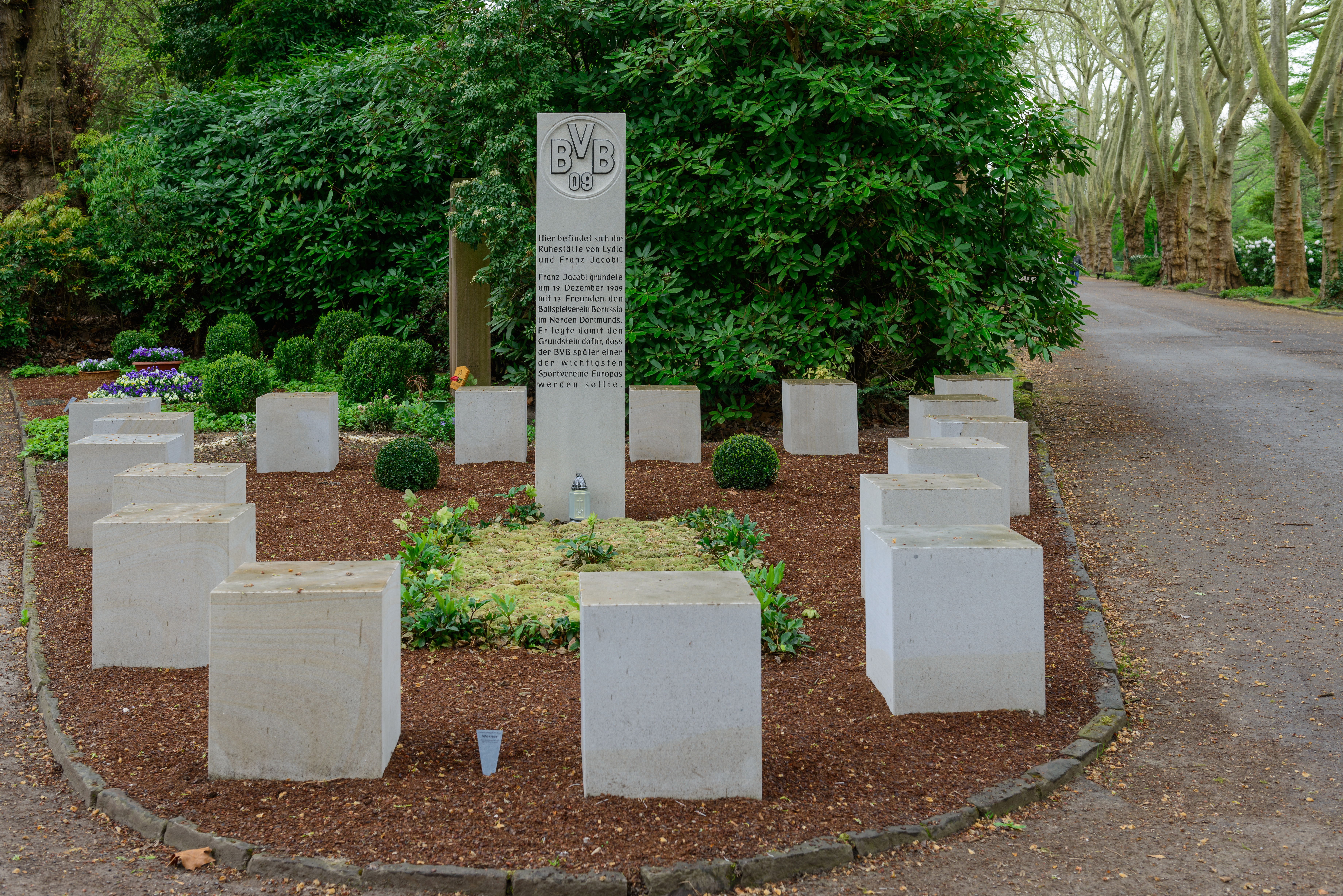
Grabstätte Franz Jacobi

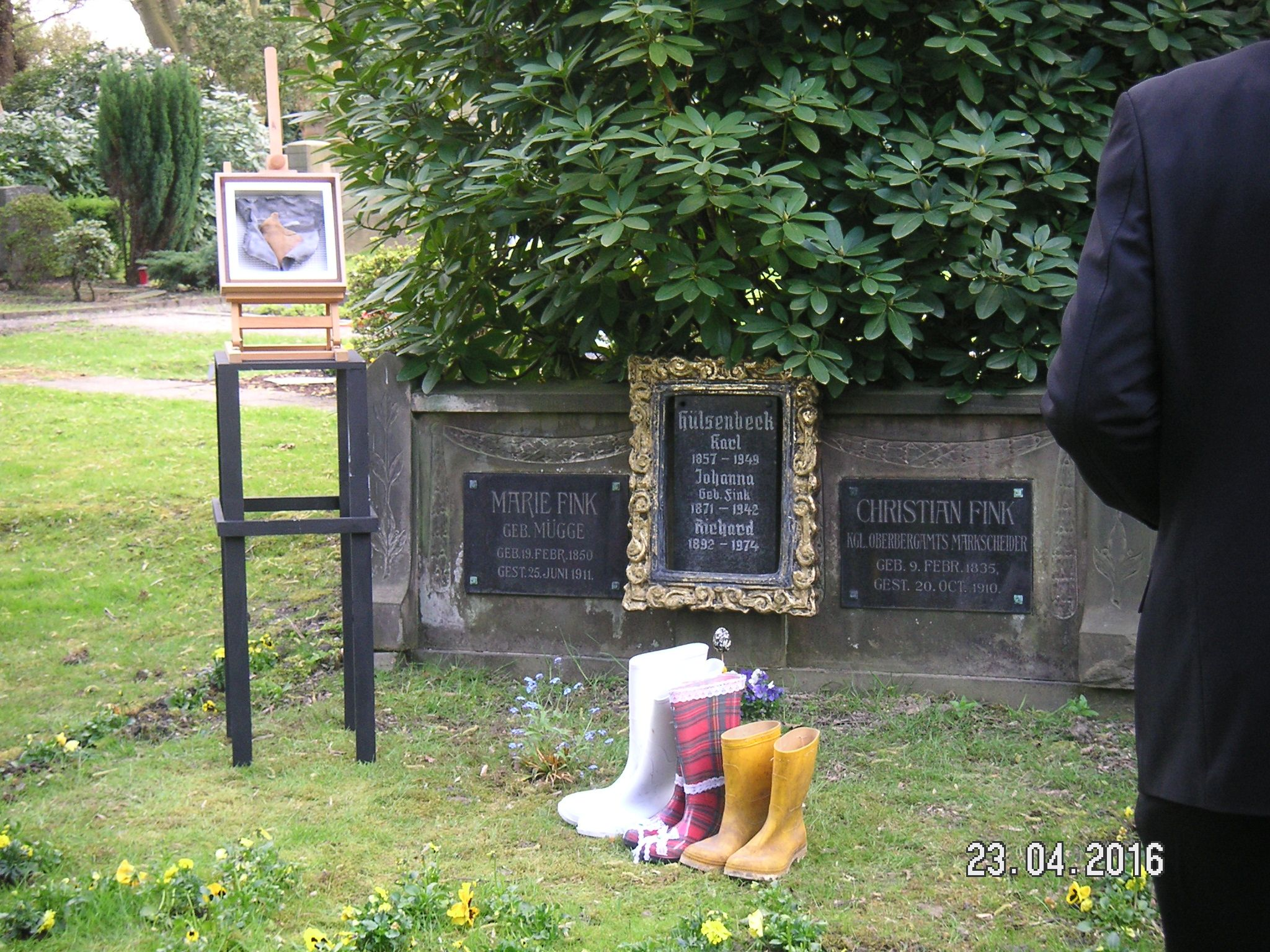
Grabmal R. Huelsenbeck, fotografiert beim Dada-Festival in Dortmund zu seinem 125. Geburtstag und zum 100. Jahrestag von Dada

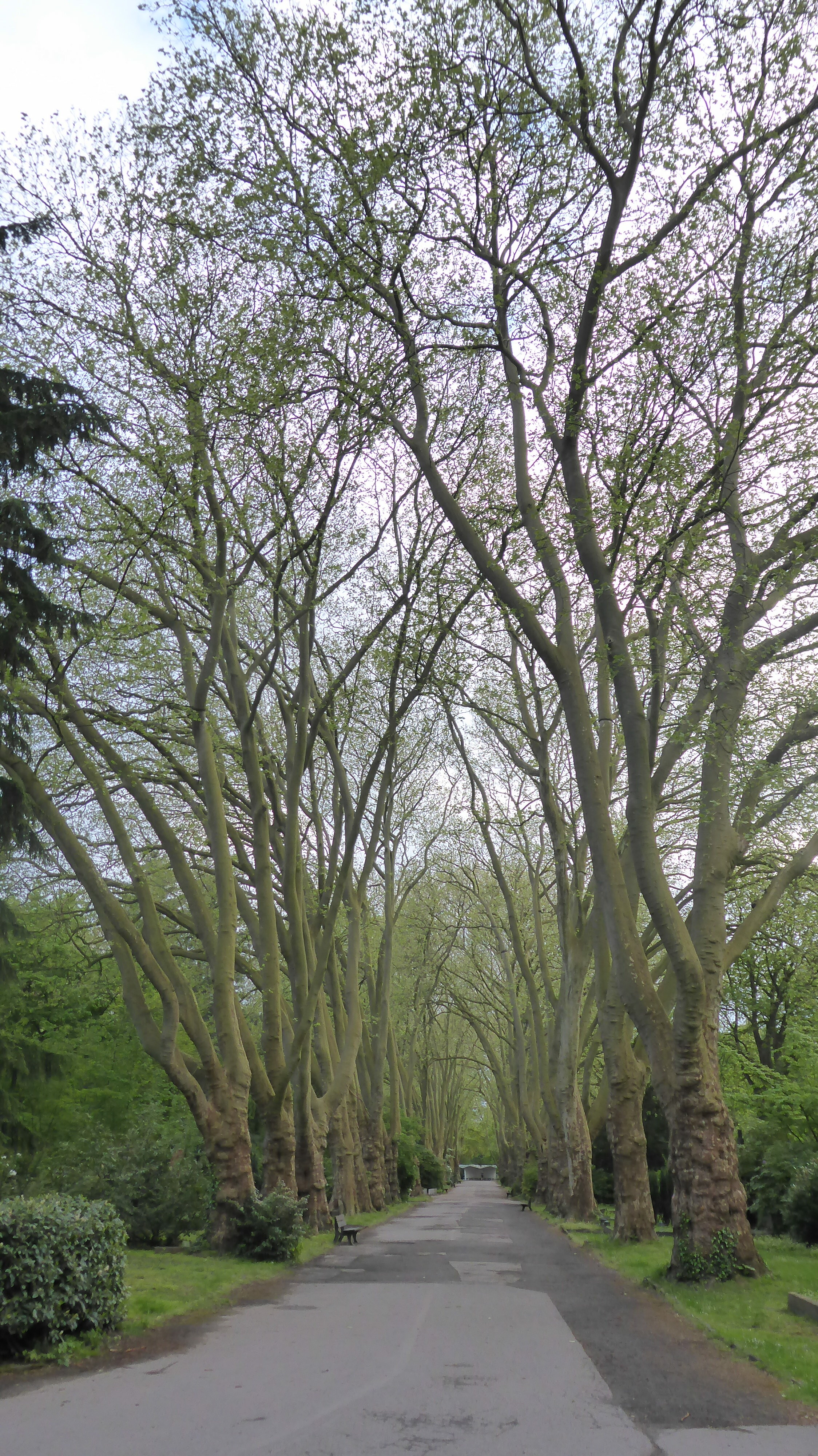
Geschützter Landschaftsbestandteil: Platanenallee

Der Südwestfriedhof ist ein kommunaler Friedhof am Rande des Kreuzviertels im Stadtbezirk Innenstadt-West. Von der Stadt Dortmund wird er offiziell als Südfriedhof geführt. Die Bezeichnung Südwestfriedhof ist aber wesentlich gebräuchlicher.

## Bedeutung
Der Friedhof wurde 1893 für den aufgegebenen Westfriedhof (auch Westentotenhof) im heutigen Westpark eröffnet und ist noch in Betrieb. In den 1980er Jahren konnte eine Bürgerinitiative Pläne der Stadt, den wohnbereichsnahen Südwestfriedhof zugunsten von Großfriedhöfen zu schließen, abwenden.
Das Verwalterhaus von 1893, der Erinnerungsstein an die erste Beerdigung vom 23. August 1893 und 35 Einzelgrabdenkmäler sind in der Liste der Baudenkmale eingetragen. Die Platanenallee aus 60 Bäumen ist im „Verzeichnis der Naturdenkmale in Dortmund“ eingetragen.
Die zentrale Allee aus 60 Platanen ist ein geschützter Landschaftsbestandteil in Dortmund.
Auf dem Südwestfriedhof befindet sich eine Kriegsgräberanlage mit Obelisk nach Entwürfen der Architekten Hans Strobel und Heinrich Kaletsch sowie des Bildhauers Friedrich Bagdons als zentrales „Denkmal für die 523 Kriegsopfer des Ersten Weltkriegs.“
Der Südwestfriedhof ist Namensgeber für den Statistischen Unterbezirk 012 im Statistischen Bezirk Westfalenhalle.
Von Gerd Niebaum, vormaliger Präsident von Borussia Dortmund, ist der Satz überliefert: „Die ganzen unverzichtbaren Leute liegen auf dem Südwest-Friedhof von Dortmund oder in jeder anderen Stadt. Und plötzlich geht die Welt doch weiter.“

## Beigesetzte Persönlichkeiten
- Fita Benkhoff (* 1. November 1901 in Dortmund; † 26. Oktober 1967 in München), Bühnen- und Filmschauspielerin[6] (Familiengruft)
- Mathias „Mat“ Bigge (* 10. September 1955 in Dortmund; † 17. April 2012 in Dortmund), Pädagoge, Fotograf, Sachbuchautor, Kulturpolitiker
- Josef Wilhelm Julius Cremer (* 3. März 1845 in Lüdinghausen; † 1. Januar 1938 in Dortmund), Kaufmann, Inhaber der Brauerei Thier[7] (Familiengrab, auch Mausoleum)
- Heinrich Wilhelm Feldhoff (* 6. April 1907 in Dortmund; † 8. November 1975 in Dortmund), Bauingenieur, Stifter der Heinrich-Feldhoff-Stiftung im Stadtbezirk Innenstadt-Nord[8] (Familiengrab)
- Erich Grisar (* 11. September 1898 in Dortmund; † 30. November 1955 in Dortmund), Schriftsteller („Arbeiterschriftsteller“), Bibliothekar[9]
- Theo Hengesbach (* 15. Juli 1954 in Altenhellefeld, Sauerland; † 15. November 2009 in Dortmund), Sozialarbeiter (Kreuzviertel-Verein e.V., Dortmund), Mitgründer der Bundesarbeitsgemeinschaft Wohnungsanpassung und der LAG Wohnberatung NRW[10]
- Hilbert Homberg (* 1931 in Dortmund; † 11. August 2013 in Dortmund), Kaufmann, Jazzmusiker, Mitbegründer des Hot Club Dortmund, Mitbegründer des Siggi Gerhard-Swingtetts[11]
- Richard Huelsenbeck (* 23. April 1892 in Frankenau; † 20. April 1974 in Muralto, Schweiz), Arzt, Schriftsteller, Mitbegründer des Dadaismus (Familiengrab)
- Franz Jacobi (* 20. Juli 1888 in Dortmund; † 13. Februar 1979 in Salzgitter), Mitbegründer und Ehrenvorsitzender des Fußballvereins Borussia Dortmund[12] (Umbettung aus Salzgitter im Jahr 2013)
- Wilhelm Kaiser (* 20. Februar 1877 in Medebach; † 24. August 1961 in Dortmund), Politiker, Ehrenbürger der Stadt Dortmund[13]
- Heinz Kwiatkowski (* 16. Juli 1926 in Gelsenkirchen; † 23. Mai 2008 in Dortmund), 1952–1966 Fußballspieler (Torhüter) bei Borussia Dortmund, Deutscher Meister 1956 und 1957, Weltmeister 1954[14]
- Lambert Lensing (* 14. November 1889 in Dortmund; † 25. April 1965 in Dortmund), Zeitungsverleger (Ruhr-Nachrichten), Mitbegründer der CDU in Nordrhein-Westfalen (Familiengrab)
- Wilhelm Opländer (* 11. Juli 1901 in Dortmund; † 6. Februar 1984 in Dortmund), Ingenieur, Begründer und Namensgeber des Pumpenherstellers WILO (Familiengrab)
- Heinz Pohlschröder (* 9. Mai 1899 in Dortmund; † 12. März 1977 in Dortmund), Inhaber des Tresor- und Stahlmöbelherstellers Pohlschröder (Familiengrab)[15]
- Klauspeter Sachau (* 18. November 1940 in Hamburg; † 23. Dezember 2023 in Dortmund), Literaturförderer und Literaturveranstalter, Verleger und Illustrator
- Fritz Springorum (* 6. Juni 1886 in Duisburg-Ruhrort; † 16. April 1942 in Duisburg-Laar), Industrieller und Politiker (DNVP)
- Willi Steinbach (* 18. Januar 1931 in Dortmund; † 21. Dezember 2011 in Dortmund), Politiker (SPD), ehemaliger Bezirksvorsteher des Stadtbezirks Dortmund-Innenstadt-West[16]
- Horst W. Stölzig (* 10. Februar 1933 in Prag; † 9. Februar 2015 in Dortmund); Sozialarbeiter, langjähriger Verantwortlicher für Musikbildung im Jugendamt der Stadt Dortmund; Bandmusiker („Manderley“, „Störenfried“) Diskographie
- Heinrich Oswald Wagner (* 22. Juni 1836 in Chemnitz; † 28. Mai 1918 in Dortmund), Konstrukteur, Begründer der Werkzeugmaschinenfabrik Wagner & Co. (heute Thyssen Maschinenbau Wagner Dortmund)
- Jürgen „Kalle“ Wiersch (* 27. August 1958 in Bochum; † 29. Juli 2014 in Dortmund), Pädagoge, Autor (Slam-Poet), Musiker, Performer[17]